# Kiba, le loup enragé
Pour plus de détails, voir Fiche technique et Distribution.
Kiba, le loup enragé (牙狼之介, Kiba Ōkaminosuke) est un film japonais réalisé par Hideo Gosha, sorti en 1966.

## Fiche technique
Sauf indication contraire, les informations mentionnées dans cette section peuvent être confirmées par la base de données cinématographiques IMDb,  présente dans la section « Liens externes ».
- Titre original : 牙狼之介 (Kiba Ōkaminosuke?)
- Titre français : Kiba, le loup enragé
- Réalisation : Hideo Gosha
- Scénario : Kei Tasaka
- Direction artistique : Akira Yoshimura
- Décors : Sumiomi Shibata
- Costumes : Yuzuru Mori
- Photographie : Sadaji Yoshida
- Montage : Kôzô Horiike
- Musique : Toshiaki Tsushima
- Société de production : Toei
- Pays d'origine : Japon
- Format : Noir et blanc - 2,35:1 - Mono
- Genre : action, aventure, drame
- Durée : 75 minutes
- Date de sortie : 1966

## Distribution
- Isao Natsuyagi : Ôkaminosuke
- Ryōhei Uchida : Akizuki Sanai
- Tatsuo Endō : Nizaemon